# 細井洋子
細井 洋子（ほそい ようこ、1942年10月27日- ）は、日本の社会学者、東洋大学名誉教授。
埼玉県生まれ。1965年東京女子大学文理学部社会学科卒、1980年東京都立大学大学院社会科学研究科博士課程満期退学。1967年東洋大学社会学部助手、69年専任講師、75年同短期大学助教授、85年教授、89年東洋大学社会学部教授、98年「女性犯罪の研究-ジェンダー犯罪学への試み」で東洋大学社会学博士。2005-07年社会学部長、2013年定年、名誉教授、細井洋子社会問題研究所を設立。

## 著書
- 『犯罪社会学 法と社会の力学』高文堂出版社 社会学全書 1984

### 共編著
- 『住民主体の犯罪統制 日常における安全と自己管理』辰野文理,西村春夫共編著 多賀出版 1997
- 『修復的司法の総合的研究 刑罰を超え新たな正義を求めて』西村春夫,樫村志郎,辰野文理共編著 風間書房 2006
- 『修復的正義の今日・明日 後期モダニティにおける新しい人間観の可能性』西村春夫,高橋則夫共編 成文堂 2010
- 『犯罪と社会 初歩からはじめる犯罪社会学』鴨志田康弘共著 学文社 2011
- 『リアリティと応答の社会学 犯罪・逸脱とケア』小宮信夫,鴨志田康弘共編著 風間書房 2013

### 翻訳
- R.フッド, R.スパークス『犯罪学入門』平凡社 世界大学選書、1972年。
- アルバート・K・コーエン『逸脱と統制』〈現代社会学入門7〉至誠堂, 1978年。
- D.シブレイ『都市社会のアウトサイダー』監訳、新泉社、1986年。
- エイミー・エルマン『国家は女性虐待を救えるか スウェーデンとアメリカの比較』小宮信夫共訳、文化書房博文社、2002年。
- ハワード・ゼア『修復的司法とは何か 応報から関係修復へ』西村春夫, 高橋則夫共監訳、新泉社、2003年。
- ハワード・ゼア編著『終身刑を生きる 自己との対話』西村春夫,高橋則夫共監訳 西村邦雄訳、現代人文社、2006年。
- ハワード・ゼア編著『犯罪被害の体験をこえて 生きる意味の再発見』西村春夫,高橋則夫共監訳 西村邦雄訳、現代人文社、2006年。
- ジョン・ブレイスウェイト『修復的司法の世界』染田惠,前原宏一,鴨志田康弘共訳、成文堂、2008年。

## 論文
- <細井洋子